# Phoenix Suns
De Phoenix Suns is een basketbalteam uit Phoenix, Arizona. De Suns spelen in de Pacific Division van de Western Conference van de NBA. Het thuishonk van de Suns is het Footprint Center in downtown Phoenix.
In het seizoen 2020/2021 namen de Suns voor het eerst in 11 jaar weer deel aan de play-offs. De laatste keer dat de Suns hun opwachting maakten in het post season was in 2010, toen de Western Conference Finals werden verloren van de Los Angeles Lakers. Via de series tegen de Los Angeles Lakers, de Denver Nuggets en de Los Angeles Clippers bereikten de Suns de Finals, waar de Milwaukee Bucks, onder leiding van uitblinker Giannis Antetokounmpo, uiteindelijk te sterk bleken.
Ook in het seizoen 2021/2022 hebben de Suns de play-offs weten te bereiken. Na een fenomenaal seizoen, waarin 64 van de 82 wedstrijden werden gewonnen, een franchise record, eindigden de Suns als beste team in de reguliere competitie van de NBA. In de eerste ronde van de play-offs wachten de New Orleans Pelicans als eerste tegenstanders. De Pelicans bereikten de play-offs via het Play-In Tournament, waarbij de Los Angeles Clippers werden uitgeschakeld.

## Erelijst
Western Conference Champions  (3x) 

1976, 1993, 2021
Pacific Division Champions  (8x) 

1981, 1993, 1995, 2005, 2006, 2007, 2021, 2022

## Bekende (oud-)spelers
- Charles Barkley
- Devin Booker
- Vince Carter
- Kevin Johnson
- Jason Kidd
- Dan Majerle
- Shawn Marion
- Steve Nash
- Shaquille O'Neal
- Chris Paul
- Amar'e Stoudemire
- Isaiah Thomas